# Franca Valeri
Franca Valeri, nacida  Alma Franca María Norsa (Milán, 31 de julio de 1920 - Roma, 9 de agosto de 2020) fue una actriz italiana, sobreviviente del holocausto nazi.

## Vida
Nacida en Milán como Alma Franca María Norsa, pudo sobrevivir al holocausto en dicha ciudad con su madre no judía gracias a una identificación falsa que la acreditaba como la hija ilegítima de un caballero de Pavía. Su padre y su hermano lograron huir a Suiza.
Norsa cambió su apellido a Valeri en la década de 1950 como un homenaje al poeta francés Paul Valéry.
Inició su carrera en la radio, donde creó los populares personajes de Signorina Cesira y Signora Cecioni. Más adelante coprotagonizó películas como The Sign of Venus y Il vedovo, aunque la mayoría de sus participaciones cinematográficas se dieron en roles de reparto. En la década de 1960 su rostro fue visible en la televisión italiana, pues dirigida por Antonello Falqui, Valeri protagonizó para Studio Uno Le divine y Sabato Sera.
A pesar de su avanzada edad, se mantuvo activa en el teatro italiano en la década del 2000. Entre 2005 y 2006 interpretó sus monólogos La Vedova di Socrate y Les Bonnes, de Jean Genet. En enero de 2008 interpretó el rol de Solange en Les Bonnes en el emblemático Piccolo Teatro di Milano. Falleció finalmente en su residencia en Roma a los cien años de edad el 9 de agosto de 2020.

## Filmografía
| - Luci del varietà (1951) – Mitzy - The Two Sergeants (1951) - Toto in Color (1952) – Giulia Sofía - Solo per te Lucia (1952) - Villa Borghese (1953) – Elvira - Questi fantasmi (1954) - Le signorine dello 04 (1955) – Carla - The Sign of Venus (1955) – Cesira - Piccola posta (1955) – Eva - Il bigamo (1956) – Isolina Fornaciari - Un eroe dei nostri tempi (1957) - Mariti in città (1957) – Olivetti - La ragazza del palio (1958) – Bernardi - Non perdiamo la testa (1959) – Beatrice - Il moralista (1959) – Virginia - Arrangiatevi! (1959) – Marisa 'Siberia' - Il vedovo (1959) - Elvira Almiraghi - Rocco and His Brothers (1960) - Mariti in pericolo (1960) – Gina - Crimen (1960) – Giovanna Filonzi - Leoni al sole (1961) – Giulia - I motorizzati (1962) – Velia - Parigi o cara (1962) – Delia Nesti - Le motorizzate (1963) - The Shortest Day (1963) | - Gli onorevoli (1963) – Bianca Sereni - I cuori infranti (1963) – Fatma Angioj - I maniaci (1964) - Io, io, io... e gli altri (1966) - La ragazza del bersagliere (1967) – Bice Marinetti - Scusi, facciamo l'amore? (1968) – Diraghi - Basta guardarla (1970) – Pola Prima - Nel giorno del Signore (1970) - Ettore lo fusto (1972) – Cassandra - Último tango a Zagarolo (1974) - La signora gioca bene a scopa? (1974) – Giulia Nascimbeni - L'Italia s'è rotta (1976) - Come ti rapisco il pupo (1976) – Dada - La Bidonata (1977) – Giovanna Bronchi - Grazie tante – Arrivederci (1977) - Tanto va la gatta al lardo... (1978) – María - It's Not Me, It's Him (1980) – Carla Weiss - Un amore in prima classe (1980) – Della Rosa - Non ti riconosco più amore (1980) – Maritza - Paulo Roberto Cotechiño centravanti di sfondamento (1983) - Tosca e le altre due (2003) – Emilia - Alberto il grande (2013) |